# Schody Penrose’a

Schody Penrose’a

Schody Penrose’a, także niemożliwe schody lub niekończące się schody – figura niemożliwa, opierająca się na tzw. „trójkącie Penrose’a”, stworzona niezależnie od siebie przez szwedzkiego artystę Oscara Reutersvärda (1915–2002) w 1937 roku oraz przez brytyjskiego lekarza i matematyka Lionela Penrose’a (1898–1972) i jego syna, fizyka i matematyka Rogera Penrose’a w 1958 roku.   
Jest to dwuwymiarowy obraz klatki schodowej na planie prostokąta: schody zakręcają cztery razy pod kątem 90 stopni, biegnąc w górę i w dół, a jednocześnie tworząc ciągłą pętlę. Dzięki temu powstaje wrażenie, że człowiek może się na nie wspinać bez końca i nigdy nie wejść na wyższe piętro, co nie jest możliwe w świecie trójwymiarowym. 
Figura została rozsławiona dzięki artykułowi Impossible Objects: A Special Type of Visual Illusion opublikowanym przez Penrose'ów w 1958 roku w czasopiśmie naukowym „British Journal of Psychology”. W artykule tym wspomnieli również o wcześniejszych pomysłach przedstawiania iluzji optycznych holenderskiego grafika Mauritsa Eschera (1898–1972) z 1954 roku. W 1959 roku jeden z klientów grafika zwrócił uwagę artysty na artykuł Penrose’ów z rysunkiem niemożliwych schodów, a zafascynowany figurą Penrose’ów Escher stworzył w marcu 1960 roku litografię Klimmen en dalen (pol. „Wchodzenie i schodzenie”), a rok później Waterval (pol. „Wodospad”). 

## Historia

### Penrose’owie
Roger Penrose zapoznał się z pracami Eschera podczas konferencji matematyków w 1954 roku, której towarzyszyła wystawa prac artysty. Był „absolutnie zaintrygowany” dziełami Eschera i postanowił stworzyć coś „niemożliwego” na własną rękę. Po eksperymentowaniu z najróżniejszymi projektami w końcu stworzył niemożliwy trójkąt. Penrose pokazał swój rysunek ojcu, Lionelowi Penrose’owi, znanemu już wtedy genetykowi, pasjonującemu się matematyką i szaradami. Lionel Penrose, zainspirowany pracą syna, sam zaczął tworzyć niemożliwe figury, m.in. niemożliwe schody. Penrose’owie chcieli opublikować swoje prace, lecz trudno im było przyporządkować je do konkretnej dziedziny nauki. Ponieważ Lionel Penrose znał wydawcę czasopisma naukowego „British Journal of Psychology”, przekonał go do opublikowania ich krótkiego manuskryptu, a prace zostały przedstawione jako temat psychologiczny. Artykuł Penrose’ów – Impossible Objects: A Special Type of Visual Illusion – ukazał się w „British Journal of Psychology” w 1958 roku. W artykule Penrose’owie zauważyli, że „każda część konstrukcji jest akceptowalna jako symbolizująca wzrost stopni, ale połączenia są takie, że obraz jako całość jest niespójny: stopnie schodzą nieustannie w kierunku zgodnym z ruchem wskazówek zegara”. 
W swoim artykule Penrose’owie wspomnieli również o wcześniejszych pomysłach przedstawiania iluzji optycznych holenderskiego grafika Mauritsa Eschera (1898–1972) z 1954 roku. W maju 1958 roku Escher zaprezentował swoją litografię Belvédère (pol. „Belweder”) przedstawiającą obiekt niemożliwy – belweder bazujący na niemożliwym sześcianie. W 1959 roku jeden z klientów grafika zwrócił uwagę artysty na artykuł Penrose’ów z rysunkiem niemożliwych schodów. 

Escher w liście do swojego syna w styczniu 1960 roku odnotował, że:
pracuje nad projektem nowego obrazu, na którym pojawiły się schody, które prowadzą w górę lub w dół, w zależności od tego, jak na nie patrzeć. Schody tworzą zamkniętą, okrągłą konstrukcję, raczej jak wąż jedzący własny ogon. A jednak można je rysować w odpowiedniej perspektywie: każdy stopień wyżej (lub niżej) niż poprzedni. Odkryłem zasadę w przesłanym mi artykule, w którym ja sam zostałem nazwany twórcą najróżniejszych „niemożliwych obiektów”. Ale nie znałem niekończących się schodów, do których autor umieścił wyraźny, nawet jeśli powierzchowny, szkic, chociaż wykorzystywałem niektóre z jego innych przykładów.

Escher, zafascynowany figurą Penrose’ów, stworzył w marcu 1960 roku litografię Klimmen en dalen (pol. „W górę i w dół”). W kwietniu 1960 roku napisał do Penrose’ów list, w którym relacjonował:
Kilka miesięcy temu mój przyjaciel przysłał mi kserokopię Waszego artykułu... Wasze rysunki 3 i 4, „ciągle wznoszące się schody”, były dla mnie zupełnie nowe i tak bardzo byłem zafascynowany, że ostatnio zainspirowały mnie do stworzenia nowego obrazu, który chciałbym Wam przekazać jako wyraz mojego uznania. Jeśli opublikowaliście inne artykuły o obiektach niemożliwych lub na związane z nimi tematy lub jeśli wiecie o takich artykułach, byłbym bardzo wdzięczny, gdybyście mogli mi przesłać więcej szczegółów.
Escher dalej rozwinął temat niekończących się schodów w swoim druku Waterval (pol. „Wodospad”), który wydał w 1961 roku.

### Oscar Reutersvärd
Niekończące się schody zostały stworzone niezależnie przez szwedzkiego artystę Oscara Reutersvärda (1915–2002) w 1937 roku. Reutersvärd eksperymentował z różnymi projektami figur niemożliwych w latach 30. XX wieku. Wówczas jego projekty uznawane były raczej za osobliwe i niebrane na poważnie. 
Zainspirowany programem radiowym na temat metody kompozycji Mozarta – określanej jako „automatyzm twórczy”, tzn. każdy z wypisanych pomysłów twórczych inspirował nową ideę – Reutersvärd rozpoczął w ten sam „nieświadomy i automatyczny” sposób w podróży ze Sztokholmu do Paryża w 1950 roku rysować serię niemożliwych obiektów. Nie zdawał sobie sprawy, że jego figura podczas rysowania była nieskończonymi schodami, ale proces ten pozwolił mu śledzić krok po kroku jego coraz bardziej złożone projekty.
Ani Penrose, ani Escher nie znali jego prac. Roger Penrose odkrył pracę Reutersvärda dopiero w 1984 roku.
W 1958 roku przyjaciel zapoznał Reutersvärda z artykułem Penrose’ów. W latach 1961–1962 Reutersvärd zapoznał się z pracami Eschera, a szczególne wrażenie wywarły na nim litografie „Wchodzenie i schodzenie” i „Wodospad”, inspirowane niekończącymi się schodami. Pomimo fascynacji pracą „Wchodzenie i schodzenie”, nie podobały mu się nierówności schodów. Pod wpływem Eschera zaczął tworzyć kolejne niemożliwe figury. W latach 60. Reutersvärd wysłał do Eschera kilka listów, aby wyrazić podziw dla jego twórczości, jednak holenderski artysta pozostawił je bez odpowiedzi.

## W kulturze popularnej
Schody Penrose’a pojawiły się w:
- animowanym teledysku muzycznym do piosenki kanadyjskiej grupy Klaatu z 1978 pt. „A Routine Day”[11]
- filmie Labirynt z 1986 roku[12][13]
- filmie Incepcja z 2010 roku[14]
- filmie Fanatyk z Ryanem Goslingiem z 2001 roku
- grze Monument Valley, w której gracz prowadzi księżniczkę Idę przez labirynty optycznych złudzeń i niemożliwych obiektów, manipulując otaczającym ją światem, aby dotrzeć na różne platformy[15]
- aplikacji PenroseStairs, grze-układance przypominającej szachy na symetrycznych, niemożliwych schodach Penrose’a[16]